# Gabriel Bethlen

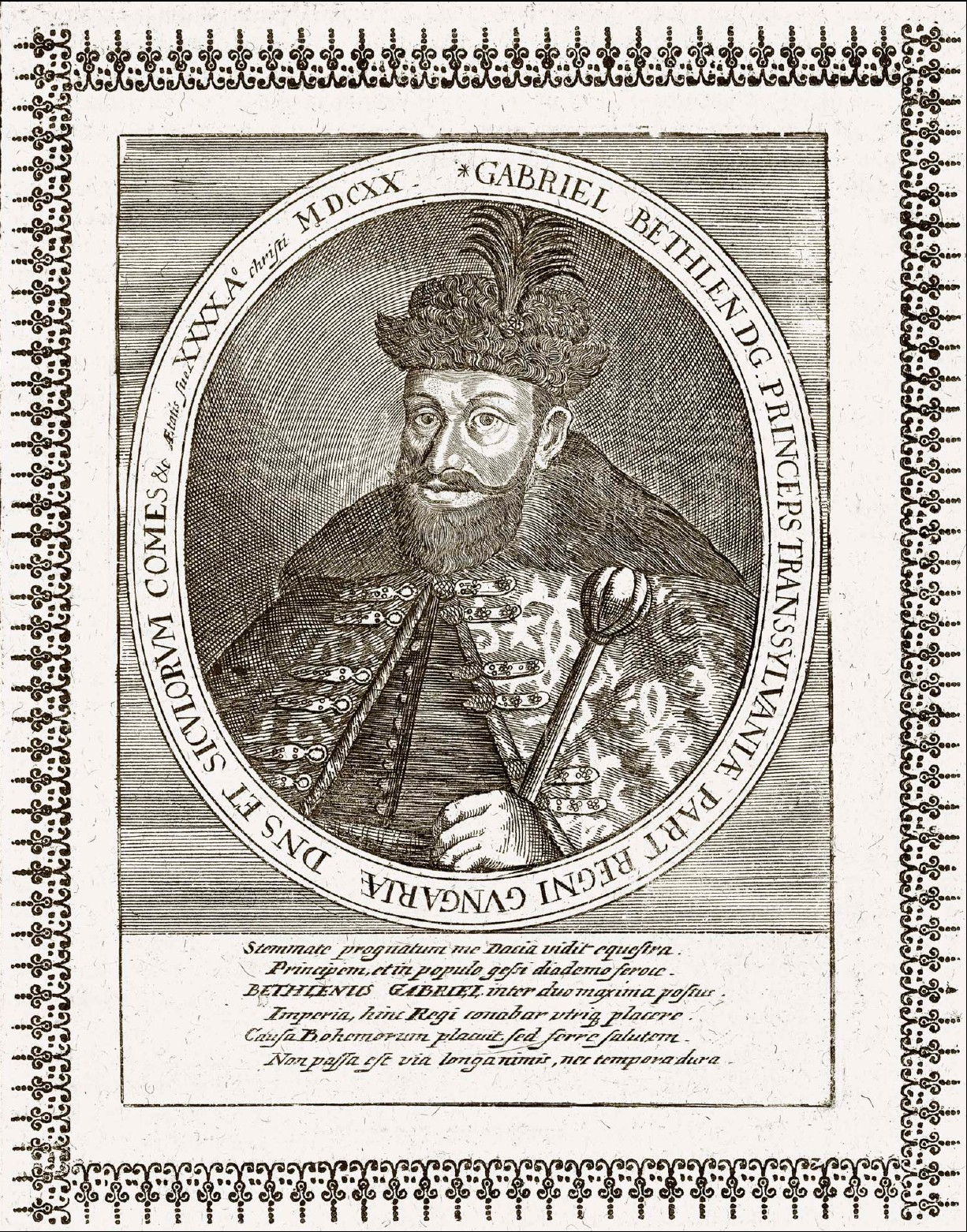
Gabriel Bethlen (1580-1629), gravură din Theatrum Europaeum, 1662

Principatul Transilvaniei în timpul lui Gabriel Bethlen

Gabriel Bethlen (în maghiară Bethlen Gábor), (n. 15 noiembrie 1580, Ilia, Hunedoara, România – d. 15 noiembrie 1629, Alba Iulia, Principatul Transilvaniei) a fost principe al Transilvaniei între 1613-1629 și începând cu 1619 lider al mișcării antihabsburgice din estul și nordul Ungariei în contextul Războiului de Treizeci de ani, în care Transilvania s-a situat de partea puterilor oponente Sfântului Imperiu Romano-German.
A încercat să ajungă stăpânitor al Moldovei și al Munteniei, pe care ar fi dorit să le unească sub numele de Dacia (potrivit unor istorici români).

## Considerații generale
Gabriel Bethlen s-a născut la Ilia, fiul lui Farkas Bethlen de Iktár și Druzsiána Lázár de Szárhegy. A fost educat la Lăzarea, în castelul unchiului său András Lázár. Mai apoi a fost trimis la curtea prințului Sigismund Báthory, cu care a fost și când a mers în campania sa în Țara Românească. Mai târziu l-a ajutat pe István Bocskai să obțină titlul de prinț al Transilvaniei în anul 1605.
În 1613 Bethlen a condus o puternică armată împotriva lui Gabriel Báthory, care a fost ucis de către doi ofițeri de ai săi. Astfel otomanii puseseră Bethlen pe tronul Transilvaniei, spre deosebire de ce voiau Hasburgii. Pe data de 13 octombrie 1613, dieta Transilvaniei, la Cluj, a ratificat alegerea sultanului Ahmed I. În 1615 și împăratul Matia I l-a recunoscut drept rege al Transilvaniei, în schimbul unei promisiuni secrete din partea lui Bethlen în care l-ar fi ajutat împotriva Otomanilor.
Între timp ce era rege, Bethlen a evitat cruzimea și excesele, tipice predecesoriilor săi. El a dezvoltat producția minieră și industrială, naționalizând multe sectoare ale comerțului extern al Transilvaniei prin utilizarea agenților care au cumpărat cantități mari de bunuri în țară la un preț fix și apoi revanzându-le în străinătate cu un mare profit. A costruit și un nou castel în Alba Iulia, capitala Transilvaniei pe acea vreme, s-a înconjurat cu o curte splendidă și a sponsorizat arta și cultura (el însuși a scris câteva imnuri), în special în ceea ce privește aspectele legate de credința lui calvinistă. Multe dintre acțiunile sale guvernamentale au fost, de fapt, dictate de dorința de a favoriza răspândirea culturii protestante: a înființat o academie la care a invitat fiecare pastor sau profesor maghiar care a vrut să meargă acolo și a trimis studenți la universități protestante în Anglia, Țările de Jos și în principatele protestante ale Sfântului Imperiu Roman; el a conferit titluri nobiliare ereditare tuturor pastorilor protestanți și i-a interzis pe nobilii să împiedice educarea slujitorilor lor. În același timp,i-a ales consilieri pe un catolic și un sabătar să "fie sigur că nu va cădea în excesele religioase".
În acțiunea sa politică, el nu a neglijat aspectele militare, care ar fi servit la realizarea unei politici externe agresive și ambițioase; în acest scop el a înființat o armată eficientă de mercenari care, datorită acordurilor de pace cu Otomanii, s-a putut îndrepta spre domeniile habsburgice la nord și la est de teritoriul său. Au existat multe motive pentru rivalitatea sa cu Viena: din 1618, cu izbucnirea Războiului de Treizeci de ani, Habsburgii au început să urmeze în domeniile lor ereditare, inclusiv Ungaria Regală, o politică de centralizare și au întreprins o luptă grea pentru eliminarea protestantismului; acești doi factori, combinați cu ambiția personală și faptul că împăratul s-a abținut de la acordul secret din 1615, prelungind pacea cu otomanii, l-a făcut pe Bethlen să decidă pentru o intervenție armată.

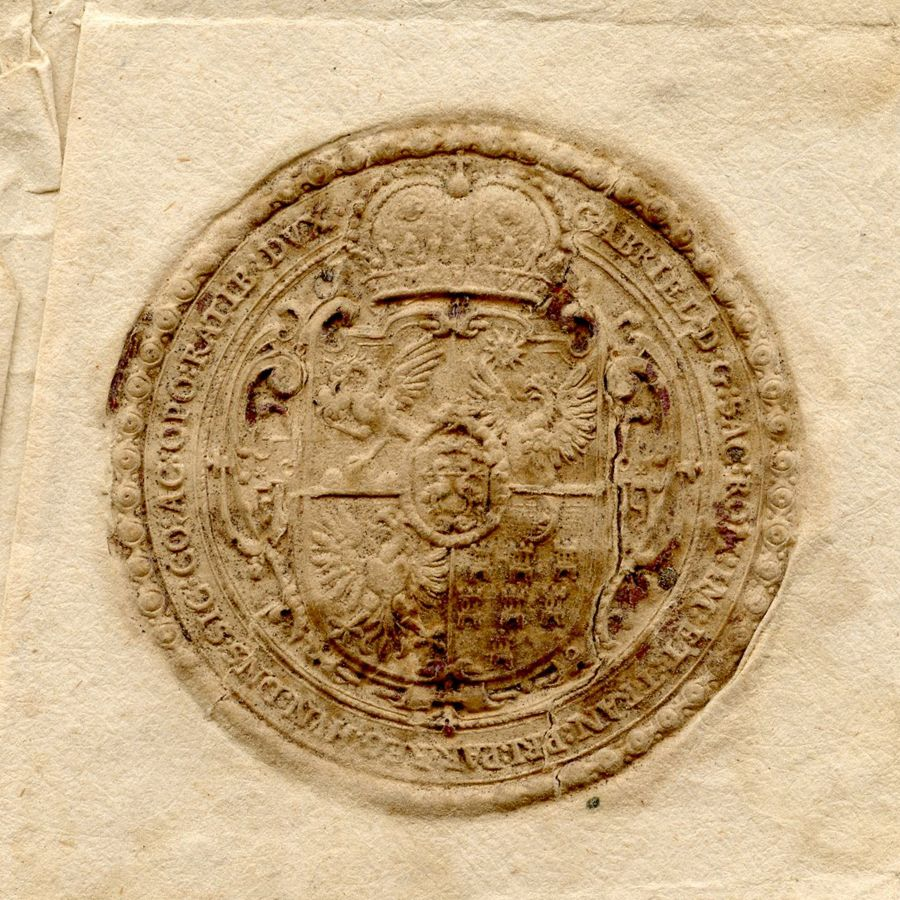
Sigiliul lui Gabriel Bethlen în 1626
Legenda: GABRIEL D G SAC ROM IM ET TRAN PRI PAR REG HVN DNS SIC CO AC OPO RATIB DVX (Gabriel Dei Gratia Sacri Romani Imperii Et Transylvaniae Princeps Partium Regni Hungariae Dominus Siculorum Comes Ac Oppoliae Ratisboncae Dux)

## Războiul de 30 ani
În timp ce noul Împărat Ferdinand al II-lea a fost implicat în reprimarea Revoltei din Boemia care a izbucnit în 1618, Bethlen și-a condus forțele în Ungaria regală, în august 1619, iar în luna următoare a ocupat orașul Košice, unde protestanții l-au proclamat "căpitan" al Ungariei și protectorul protestanților. De asemenea, el a ocupat toată Slovacia de astăzi, intrând în octombrie chiar și în capitala Ungariei Regale, Bratislava, unde a primit Coroana Sfântului Ștefan.
Trupele lui Bethlen s-au alăturat celor din Boemia și Moravia a Contelui Thurn, dar o încercare de a cuceri Viena a eșuat în noiembrie; el a fost forțat să renunțe la Austria după ce a fost atacat de comandantul Ungariei de Sus, Drugeth György, care a comandat un corp de mercenari ("lisowczycy"). După ce a cucerit o mare parte din Ungaria Regală, Bethlen a fost în favoarea păcii sau cel puțin al unui armistițiu, iar negocierile au fost deschise la Bratislava, Košice și Banská Bystrica; inițial, insistența lui Bethlen de a include rebelii boemeni în acordurile de pace părea, de asemenea, să desființeze întâlnirile, dar, în final, în ianuarie 1620 s-a încheiat un armistițiu, în care 13 județe din Ungaria Regală trebuiau cedate lui Bethlen. Pe data de 20 august 1620 a fost ales rege al Ungariei prin dieta adunată la Banská Bystrica cu consimțământul Otomanilor, dar a refuzat titlul pentru a se împăca cu Habsburgii. În ciuda acestor încercări de pace, războiul a fost reluat în septembrie.
Situația lui Bethlen a fost afectată semnificativ de semnarea armistițiului: forțele din Boemia au fost înfrânte definitiv în 8 noiembrie 1620, iar Ferdinand al II-lea a procedat la catolicizarea Boemiei și reocuparea Ungariei Regale, finalizată în iunie 1621. Bethlen, lipsit de sprijinul nobililor protestanți care nu au primit pământurile catolice confiscate și care nu aveau suportul Otomanilor, a fost forțat să semneze Pacea din Nikolsburg. Conform tratatului, Bethlen a renunțat definitiv la titlul regal, în schimbul confirmării Păcii de la Viena (1606) de împăratul Ferdinand al II-lea, care a stabilit libertatea de cult pentru protestanții maghiari; în plus, lui Gabriel Bethlen i-a fost acordat titlul Principe imperial, precum și șapte județe de-a lungul râurilor Tisa, cetățile Tokaj, Muncaci și Ecsed și un ducat în Silezia.
Mai târziu, Bethlen, încă de două ori (1623-1624 și 1626) a lansat campanii ofensive împotriva dominiilor habsburgice, de data aceasta ca un aliat al puterilor protestante inamice Imperiului. Primul conflict a fost încheiat cu Pacea de la Viena în 1624, al doilea cu Pacea de la Pressburg din 1626; ambele au confirmat termenii de la Nikolsburg.
După aceste două campanii, Bethlen a încercat să se împace cu curtea de la Viena cu o propunere de căsătorie al unei arhiduce din Austria și o alianță împotriva turcilor, dar Ferdinand a respins oferta, forțând-ul pe Bethlen să-și retragă planurile împotriva Otomanilor. La întoarcerea de la Viena s-a căsătorit cu Ecaterina de Brandenburg, fiica Electorului de la Brandenburg, și s-a apropiat și mai mult de puterile protestante europene, printre care și Suedia lui Gustav II Adolf, care l-ar fi putut ajuta să obțină tronul Poloniei.
Înainte de a putea realiza acest proiect, Bethlen a murit pe 15 noiembrie 1629, după ce a asigurat alegerea soției sale Ecaterina ca prințesă. El a reprezentat una dintre cele mai originale personalități ale secolului său: în ciuda credinței calviniste, el n-a limitat libertatea religioasă a supușilor săi, ajutându-l chiar pe iezuitul György Káldy în traducerea și publicarea unei versiuni a Bibliei.